# Challenge (fútbol americano)
El Challenge o reto en el fútbol americano es una forma por la cual un entrenador en jefe (con limitaciones), árbitro o jugador (indicándole al entrenador en jefe) puede hacer revisar una jugada controvertida durante la realización de un partido. Para la revisión de la misma se basa exclusivamente en la repetición instantánea que se apoya en tecnología televisiva usando cámaras en diversos ángulos para determinar el acierto en la apreciación arbitral en jugada polémica, así como también por la petición del director técnico (con limitaciones). Existen restricciones en que jugadas pueden ser revisadas, la mayoría de las faltas o penalidades no pueden ser revisadas, ni tampoco jugadas que hayan sido ya terminadas por los árbitros.

## Por Ligas

### National Football League

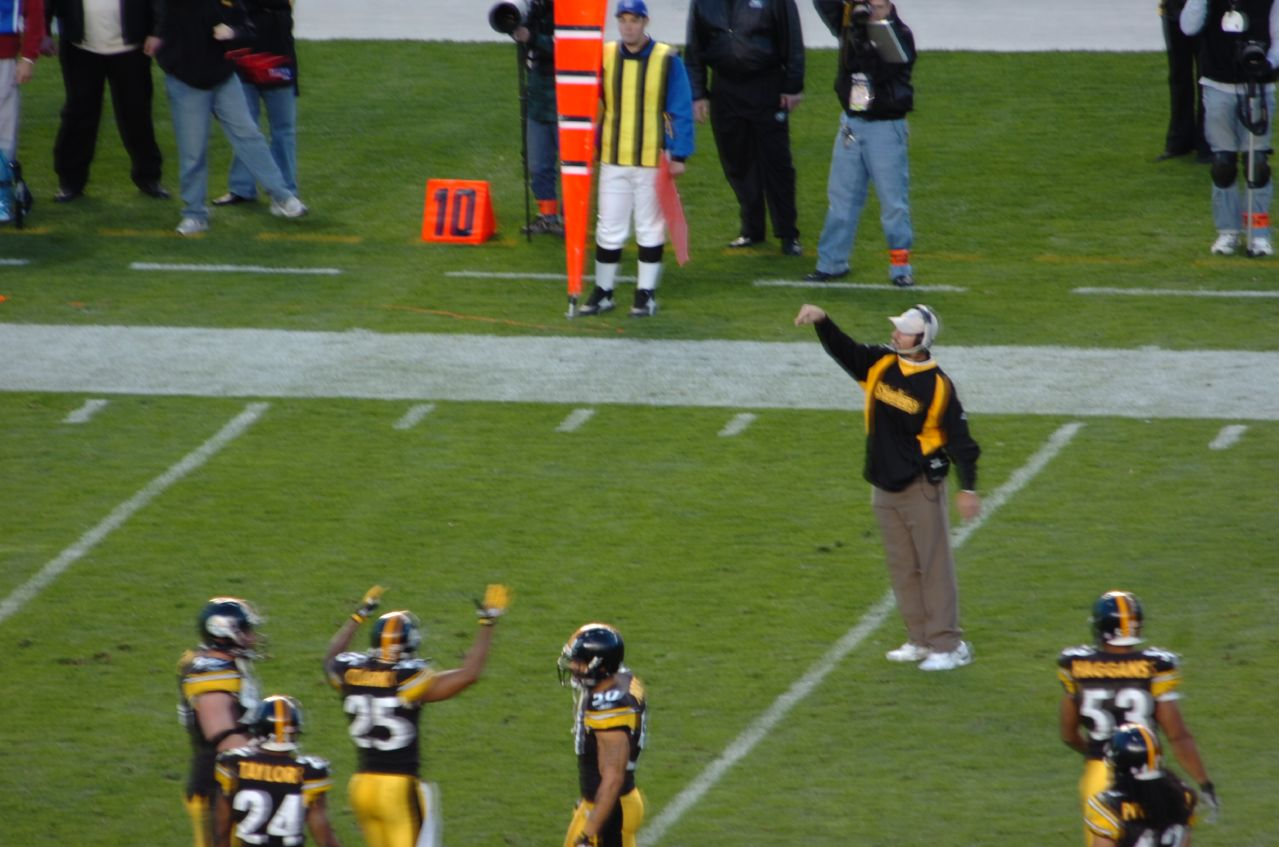
Bill Cowher, antiguo entrenador de los Pittsburgh Steelers, lanzando un pañuelo rojo, indicando su deseo de retar al árbitro.

La NFL adoptó un sistema limitado de repetición en 1986 hasta cuando el actual sistema se inició en 1999, dando la oportunidad de Retar (challenge) las decisiones arbitrales en la cancha. El sistema de espejos fue un sistema usado por la extinta USFL en 1985. En la actualidad cada técnico tiene 2 oportunidades por juego para hacer “retos de técnico” “Coach’s Challenge”. Al inicio de la temporada 2004 de la NFL, la regla de la repetición instantánea permitió un tercer reto si los dos retos anteriores fueron exitosos. 
Un reto sólo puede hacerse en determinadas jugadas antes de la Pausa de los dos minutos y sólo cuando un equipo tiene al menos un tiempo fuera . Desde la temporada de 2005 los técnicos pudieron señalar un reto vía Marcador Electrónico, ahora usan un pañuelo rojo en el campo, indicando el reto a los árbitros, el pañuelo rojo fue originalmente el plan de apoyo si el Marcador Electrónico no funcionaba, pero fue popularizado por el entrenador general Bill Cowher de los Pittsburgh Steelers que prefería el pañuelo rojo aun cuando el Marcador Electrónico funcionara o no.
El árbitro tiene 60 segundos para mirar la repetición de la jugada y decidir si la primera apreciación fue o no correcta. El árbitro puede encontrar “evidencia visual incontrovertible” para descartar la primera apreciación arbitral. Si el reto falla el equipo que pidió el reto es penado con la pérdida de un tiempo fuera, pero de ser exitoso no pierde su tiempo extra. Por culpa del limitado número de retos, y la posible perdida de tiempos extras los técnicos usualmente reservan sus retos para las jugadas claves; un jugada controversial no puede ser retada si la siguiente jugada se está ejecutando, así que los técnicos están forzados a tomar una rápida decisión sin el beneficio de ver la jugada en la pantalla del estadio cuando presentan la repetición instantánea, también los jugadores en el campo pueden señalarle al técnico la posibilidad de retar o no una jugada. 
Después de la pausa de los dos minutos de cada tiempo y en el tiempo extra, las revisiones pueden ser sólo llevadas a cabo por el asistente de repeticiones, quien está sentado en la zona de prensa con los monitores de las cadenas que transmiten el juego: él determina si la jugada debe ser revisada; los técnicos no pueden hacer retos en esas instancias. En estos casos el asistente de repetición puede contactar al árbitro por medio de un Beeper con una alerta de vibración.

## Situaciones para hacer un reto

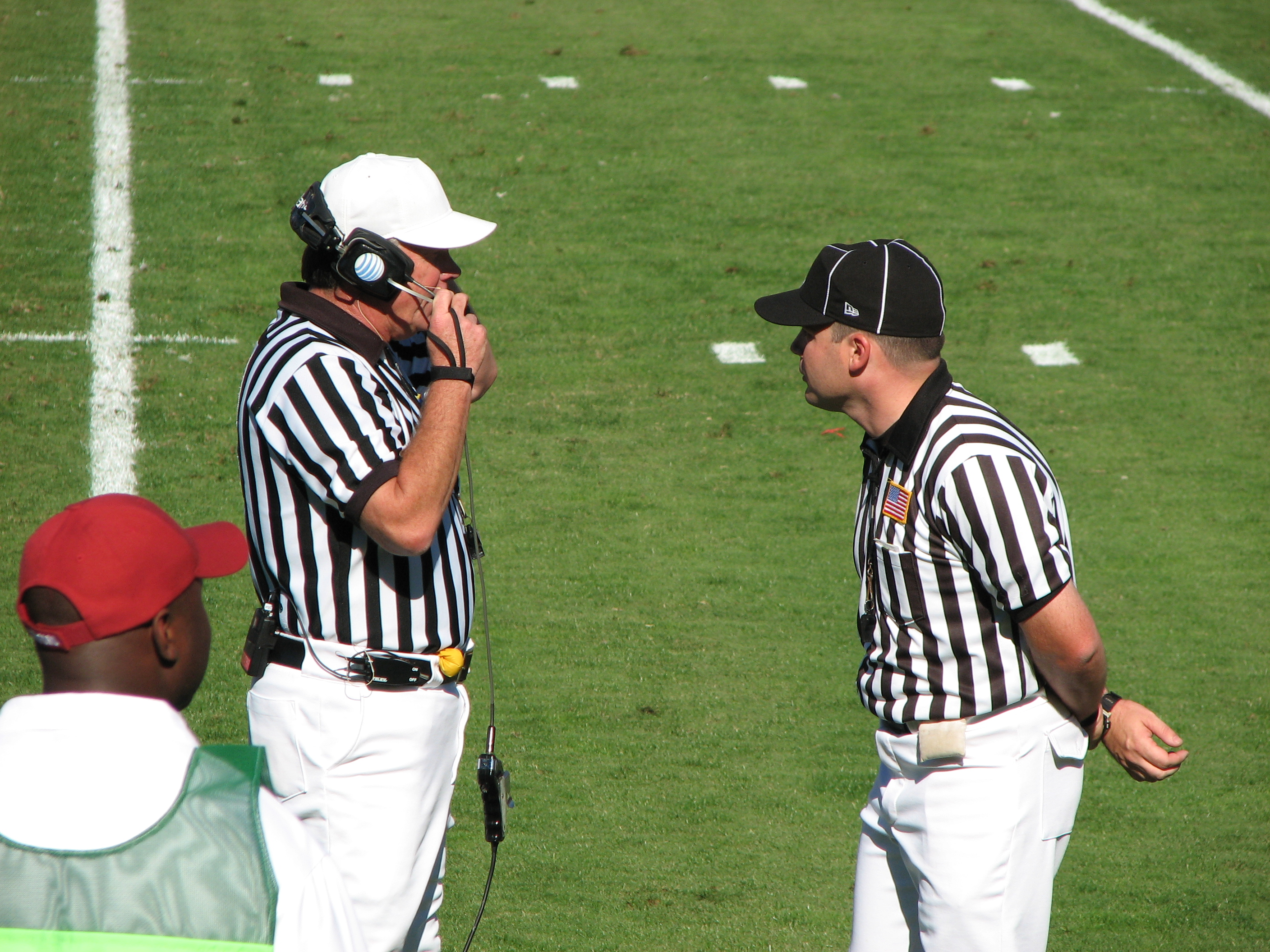
Árbitro principal (izquierda) hablando con el oficial de repeticiones.

El sistema de repetición de la NFL actualmente cubre las siguientes situaciones:
- Anotaciones.
- Pases: completo / incompletos.
- Corredores: Recibiendo dentro o fuera del campo.
- Pases hacia atrás, o a un jugador no habilitado.
- Pases de Quarterback o balones sueltos.
- Pases ilegales hacia atrás.
- Corredores no caen por culpa de un golpe.
- Falta de yardas para una primera y diez.
- Golpes a un Pateador.
- Número ilegal de jugadores en el campo.